# Artemis V
Artemis V je plánovaná 5. mise programu Artemis agentury NASA a prvním letem přistávacího modulu Blue Moon s posádkou. Součástí mise je i 5. start nosné rakety Space Launch System a kosmické lodi Orion. Čtyři astronauti budou vyneseni k vesmírné stanici Lunar Gateway.
Zároveň je plánováno třetí přistání na Měsíci v rámci programu Artemis.
Kromě toho budou v rámci mise Artemis V na Lunar Gateway dodány také dva nové prvky.